# 二井將光
二井 將光（ふたい まさみつ、1940年5月13日 - ）は、日本の生化学者、分子生物学者。薬学博士。大阪大学名誉教授。東京都中野区出身。

## 経歴
- 1964年 東京大学薬学部製薬化学科卒業
- 1969年 東京大学大学院薬学系研究科薬学専門課程修了、薬学博士
- 1969年 東京大学薬学部微生物薬品化学教室 助手
- 1970年 ウィスコンシン大学McArdle ガン研究所 研究員
- 1972年 コーネル大学生化学分子生物学部門 博士研究員
- 1974年 東京大学薬学部微生物薬品化学教室 助手に復職
- 1976年 東京大学理学部植物学教室 助手
- 1977年 岡山大学薬学部微生物薬品化学教室 教授
- 1977年 コーネル大学生化学分子生物学部門 客員教授（一年間）
- 1985年 大阪大学産業科学研究所生合成化学部門 教授（大阪大学大学院工学研究科応用生物工学および理学研究科生物化学専攻を担当）
- 1995年 大阪大学産業科学研究所生体応答科学部門 教授（研究所組織改組による）
- 1999年 大阪大学評議員
- 2001年 大阪大学産業科学研究所 所長
- 2004年 大阪大学を定年退官
- 2004年 大阪大学名誉教授
- 2004年 財団法人微生物化学研究会・微生物化学研究センター・二井特別研究室、特別研究員
- 2007年 学会誌刊行センター理事
- 2007年 微生物化学研究センターを退職
- 2007年 岩手医科大学教授・薬学部長（2013年3月まで）
- 2012年 学会誌刊行センター理事長

## 研究概要
植物が光のエネルギーを捉えて変換し、二酸化炭素と水から糖と酸素を生成、これを動物や微生物がもらい利用する過程を中心に、研究を展開した。生物のエネルギー通貨とよばれる物質、ATP（アデノシン3リン酸）が合成されるメカニズム、ATPが加水分解されるときに発生するエネルギーを使ったイオン（水素イオン）の輸送、ATPの形成するオルガネラ（細胞内小器官）の内部の酸性の機能、などの解明に大きな貢献をしている。
分子生物学と生化学の手法を用い、たくさんのタンパクから構成されている生物機械の解明に至った。従来の概念から全く想像できなかったものである。さらに、イオン輸送を通じて、オルガネラが内部環境を形成するメカニズムへと発展させた。

## 主な受賞歴
- 1977年 American Cancer Society International Cancer Research Fellowship Award (UICC) [2]
- 1994年 持田記念学術賞（持田医学薬学振興財団）[3]
- 2003年 日本薬学会賞（日本薬学会）[4]
- 2009年 藤原賞（藤原科学財団）[5]
- 2012年 日本学士院賞『生物エネルギー生産（転換）機構の研究』[6]
- 2014年 瑞宝中綬章受勲[7]

## 著書
- 生物エネルギーに関する英文原著論文（J. Biol. Chem.、 Proc. Natl. Acad Sci. USA、などに掲載）、総説、解説など多数。
- Handbook of ATPase: Biochemistry, Cell Biology, Pathophysiology, (Wiley-VCH Verlag GmbH)、2004年
- 「生物学と薬学の狭間に ---- エイム　ケアフリー　プリーズ（学会出版センター）、2011年
- 「薬学教室へようこそ ---- いのちを守るクスリを知る旅」（講談社、ブルーバックス）、2015年
- 「生命を支えるATPエネルギー ----メカニズムから医療への応用まで」(講談社、ブルーバックス)、2017年
- 「科学的探究の喜び」（筑摩書房、ちくま学芸文庫)、2023年

## 主な学会活動
- 日本生化学会（理事・常務理事、会頭）
- 日本薬学会（編集委員、名誉会員）
- American Chemical Society (Emeritus Member)
- American Society for Biochemistry and Molecular Biology (Editorial Board, Emeritus Member)
- FAOBMB, Federation of Asian Oceanian Biochemists and Molecular Biologists （日本代表、会長）
- IUBMB, International Union of Biochemistry and Molecular Biology （日本代表）
- 学術審議会・専門委員（文科省）
- 編集委員を務めた主な学術論文誌、Chem. Pharm. Bull.、および Chem. Biol. Bull.（日本薬学会）、J. Biochem.（日本生化学会）、J. Biol. Chem.（米・生化学分子生物学会）、J. Bacteriol.（米・細菌学会）、Arch. Biochem. Biophys.（Academic Press）、Biol. Chem.（Walter de Gruyter）、J. Bioenerg. Biomemb.（Plenum Press）、Biochem. Biophys. Acta ---- Bioenergetics （Elsevier）